# Sașa Pană
Sașa Pană – pseudonim artystyczny Alexandru Bindera (ur. 8 sierpnia 1902 w Bukareszcie, zm. 25 sierpnia 1981 w Bukareszcie), rumuński poeta, eseista, prozaik i publicysta.

## Życie
Po zakończeniu nauki na fakultecie medycyny i w Zakładzie medycyny wojskowej w Bukareszcie (1921–1927) pracował jako lekarz wojskowy. Od końca lat 20. aż do swej śmierci był jednym z głównych przedstawicieli i działaczy rumuńskiej awangardy literackiej. W okresie 1928–1932 kierował surrealistycznym czasopismem "Unu" oraz wydawnictwem o tej samej nazwie, w którym ukazywały się dzieła awangardystów. Podczas wojny członek antyfaszystowskiego ruchu oporu, po wojnie redaktor czasopism literackich: "Orizont", "Revista literara" i "Flăcara". Jego domowa biblioteka stała się z czasem unikatowym archiwum rumuńskiej awangardy literackiej.

## Twórczość
Międzywojenne tomy poezji są napisane w duchu surrealizmu – Słowo talizman (1933), Podróż kolejką górską (1934), Tolita (1937), Władymir (1938), Góry noc niespokój (1940). Liryczny ton i naturalna tematyka niektórych utworów zdradzają jednakże odwrót od poezji surrealistycznej, którą Saşa Pană bronił teoretycznie w swojej publicystyce. Zasada automatycznego dyktatu jest najlepiej widoczna w jego poezjach w prozie zwanych "prozopoeme" – Diagramy (1930), Samowolna każdodzienność (1931), Biografia Boga (1932). Powojenne tomy poezji Za wolność (1945), Odpłynąć bez kotwicy (1946) i inne, dotyczą aktualnej tematyki obywatelskiej. W celu zapoznania czytelników z historią rumuńskiej awangardy wydał Antologię rumuńskiej literatury awangardowej (1969) oraz notatniki Urodzony w roku 1902 (1973).

## Dzieła
- 1930 – Diagrame, z portretem i rysunkiem autorstwa Victora Braunnera (Bukareszt: Editura "unu").
- 1931 – Echinox arbitrar, okładka i ilustracje M. H. Maxym (Bukareszt: Editura "unu").
- 1932 – Viața romanțată a lui Dumnezeu, z ilustracją autorstwa Jeana Davida (Bukareszt: Editura "unu").
- 1933 – Cuvântul talisman, z ilustracją autorstwa Marcela Ianca (Bukareszt: Editura "unu").
- 1934 – Călătorie cu funicularul, z portretem autorstwa M. H. Maxy (Bukareszt: Editura "unu").
- 1937 – Iarba fiarelor (Bukareszt: Editura "unu").
- 1938 – Vladimir (Bukareszt: Editura "unu").
- 1940 – Munții noaptea neliniștea, ilustracje Man Ray (Bukareszt: Editura "unu").
- 1942 – Frontispiciu la poema. Lumina în relief (Bukareszt: Editura "unu").
- 1946 – Plecări fără ancoră (Bukareszt: Editura "unu").
- 1966 – Poeme și poezii alese din cărti și din sertar.
- 1969 – Antologia literaturii române de avantgardă.
- 1971 – Prozopoeme (Bukareszt: Editura "Minerva").